# Pyramide G1C
La pyramide G1C est l'une des quatre pyramides subsidiaires du complexe funéraire de Khéops. Elle est la plus au sud des trois pyramides dites des reines.
D'une base de 46,25 mètres de côté et d'une hauteur de 29,60 mètres, la pyramide G1B se situe à 3,80 mètres au sud de G1A et est la mieux préservée des pyramides subsidiaires. Toutefois, elle est restée inachevée, des tracés de conception étant encore visibles aux angles de la base du monument. Une niche, profonde de quatre centimètres fut creusée dans le mur sud de la chambre funéraire.
Un temple d'Isis d'époque tardive (XVIIIe dynastie) est accolé contre la face est de la pyramide. Ce temple fut construit en incorporant les éléments de l'antique chapelle funéraire. Une stèle (la stèle de l'inventaire), datant du Nouvel Empire fut découverte dans les vestiges du temple. Cette stèle épigraphe porte une inscription nous permettant d'attribuer la pyramide à la reine Hénoutsen :
«  L'Horus vivant Medjou Hor, roi de Haute et Basse-Égypte, Khoufou, a reçu la vie. C'est à côté de la Demeure-du-Sphinx, au nord-ouest de la Demeure-d'Osiris, seigneur de Rôsétaoui, qu'il a établi la Demeure-d'Isis. C'est à côté du temple de cette déesse qu'il a construit sa pyramide. C'est à côté de ce temple qu'il a construit une pyramide pour la fille du roi, Hénoutsen. »

Plan de la pyramide G1C attribuée à Hénoutsen
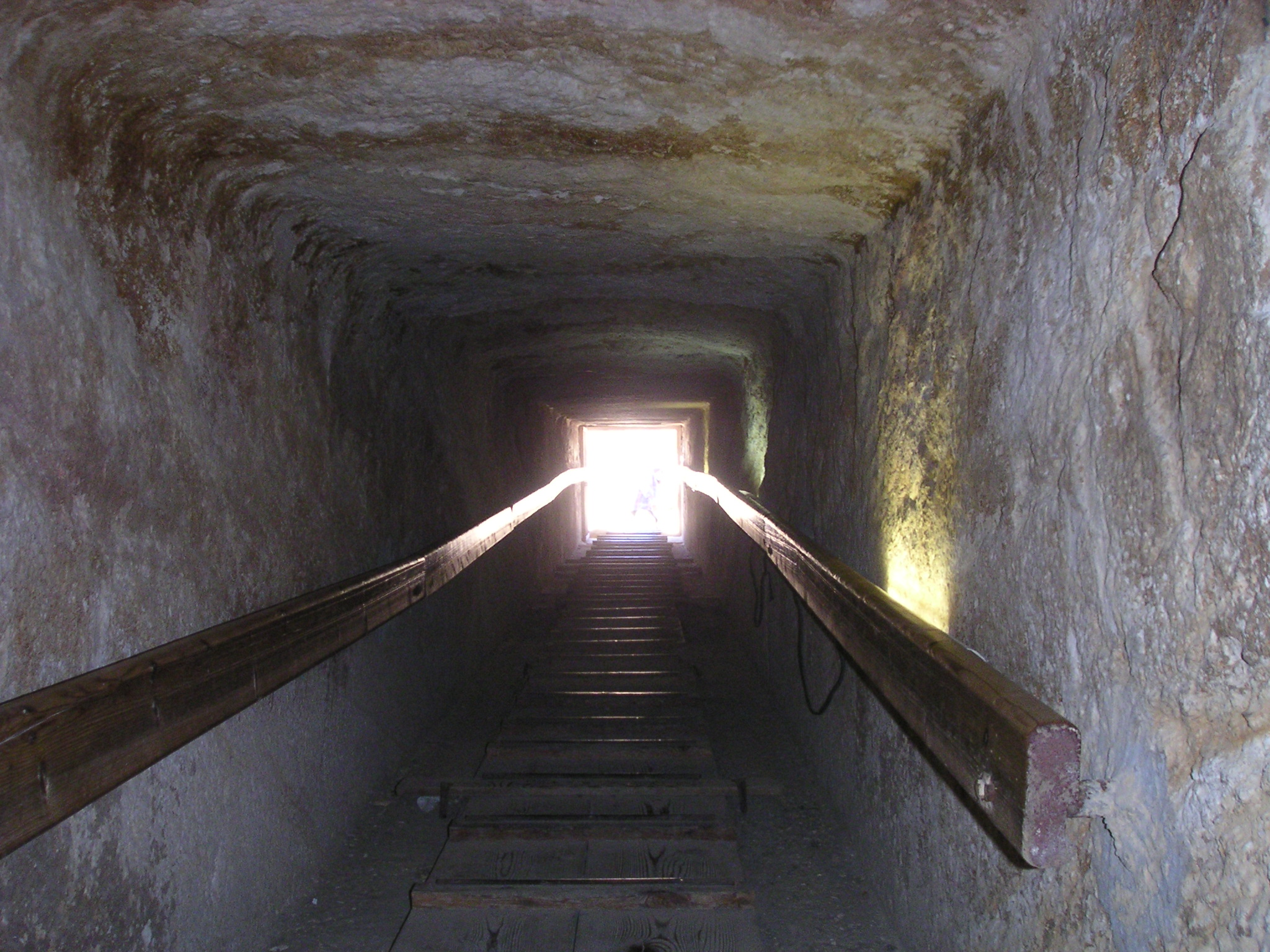
Vue de la descenderie de la pyramide G1C attribuée à Hénoutsen
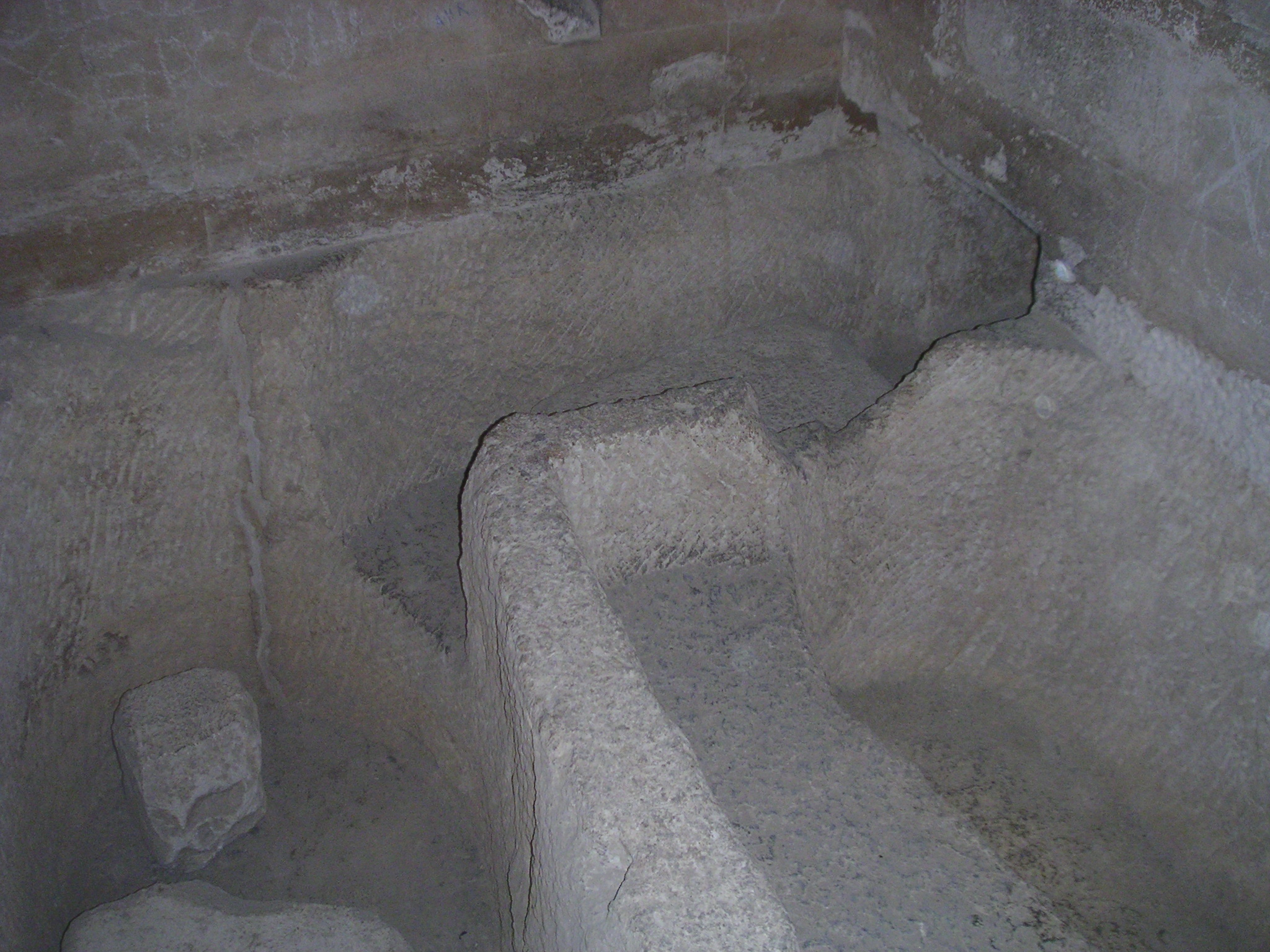
Vue de la chambre funéraire de la pyramide G1C attribuée à Hénoutsen
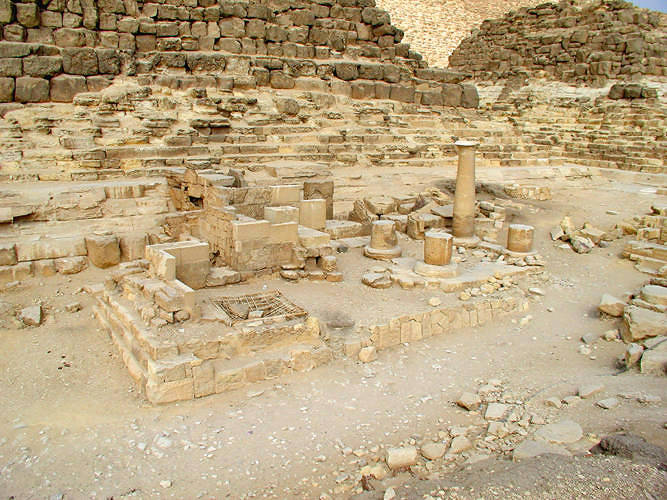
Temple d'Isis de la pyramide G1C attribuée à Hénoutsen